# Bassi Maestro
Bassi Maestro, pseudonimo di Davide Bassi, noto anche come Busdeez, North of Loreto o Cock Dini (Milano, 3 agosto 1973), è un rapper, disc jockey, beatmaker conduttore radiofonico e produttore discografico italiano.

## Carriera

### 1988-1997: gli esordi, primi demo eContro gli estimatori
Le prime esibizioni e produzioni musicali sono datate 1987/1988, quando Bassi era appena adolescente. Nel 1990 e nel 1991, non ancora maggiorenne, partecipa alle semifinali DMC, raggiungendo due volte la terza posizione. Bassi esordisce e si fa conoscere nel panorama hip hop italiano come DJ tra la fine degli anni ottanta e l'inizio degli anni novanta. Il primo incontro con il rap arriva nel 1988 quando realizza due brani in inglese, Explicitin the Facts e Art From the Heart. Nel 1992 esordisce con un demo di otto pezzi, Furia solista, che ricorda lo stile sincopato dei Public Enemy e di Lou X in Dal basso, di un paio d'anni dopo. Nel 1993 esce anche il suo secondo demo, Bastian Contrario. Nel 1995 fonda l'etichetta Mixmen Production assieme agli Otierre (El Presidente, Davo), fino a fondare l'anno successivo assieme a DJ Zeta la "Sanobusiness enterprise", dedicata alle produzioni indipendenti (si contano decine di mixtapes esclusivi) nella quale entreranno a far parte nel 1998 Rido MC e Supa (aka Supercush), meglio noti come Cricca Dei Balordi. Collabora a numerosi progetti e live shows assieme a DJ Gruff e Kaos tra cui la memorabile prima edizione Torinese dell'hip hop village ('95). Per Mixmen esce il primo vero album, Contro gli estimatori, che contiene collaborazioni di Tormento dei Sottotono, El Presidente e di La Pina degli Otierre. È un album dal tono alquanto risentito, che mira a far crescere il genere hip hop ed in particolare lui stesso come rapper nell'asfittico mondo della musica italiana: brani come Meglio riconoscere e Rappresento per il fine settimana segnano i confini del territorio artistico-musicale che Bassi rivendica come suo. Il sodalizio artistico con DJ Zeta e il duo Cricca Dei Balordi porta alla formazione di un collettivo noto come Sano Business per il quale nel 1997 esce The Micragnous EP.

### 1998: Foto di gruppo
Il secondo progetto solista vede la luce nel 1998 ed è intitolato Foto di gruppo: un lavoro più intimista del precedente, in cui è possibile notare un sensibile incremento della profondità lirica dei testi: l'artista si confronta con il tema dello scorrere del tempo e del perdurare attraverso esso dei valori fondamentali dell'amicizia e del rispetto. Tracce quali Il tempo che è trascorso, Family and Business, nonché l'eponima Foto di gruppo costituiscono una riflessione allargata a diversi momenti dell'esistenza il cui comune denominatore è rappresentato dalla musica, che tiene insieme i ricordi e permette di prendere le distanze dal reale e di analizzarlo lucidamente. Non mancano brani più leggeri e cantabili (Dal tramonto all'alba) e altri più tradizionalmente finalizzati alla definizione del rap come genere (Conosci il mio steelo e Bionic Skillz). Al 1998 risale anche il secondo lavoro della Sano Business, Underground Troopers. Apre poi a Milano il suo primo studio di registrazione dopo alcuni anni di registrazioni casalinghe; nel 2008 lo studio cambierà nome e sede in favore di un locale più ampio e qualitativamente superiore: a pochi passi da Piazzale Loreto nasce "Press Rewind Studios".

### 2000: Classico
Il terzo album di Bassi, risale al 2000, e si intitola Classico. Bassi chiude la parentesi intimista del precedente lavoro e ritorna a toni più incisivi ed esclamativi. Il rapper spazia allora dall'analisi disincantata della vita quotidiana di È così che va alla celebrazione del proprio stile in Classico. Il brano La confessione nel quale Bassi finge di confessarsi, è stato realizzato con la collaborazione di un vero prete, don Roberto Maier, ora assistente di teologia all'Università Cattolica del Sacro Cuore di Milano. Nel 2000, dopo aver prodotto jingles, mixati e sigle per Radio Deejay e 101 Network, conduce assieme ai Sottotono il programma “Nel vortice” su Radio Italia Network, occupandosi anche dell'aspetto tecnico.

### 2001: Rapper italiano
Nel dicembre 2001 vede la luce Rapper italiano, quarto album solista di Bassi. Il disco prosegue sulla scia del precedente lavoro; in esso Bassi sperimenta nuovi tipi di campionamenti, riscoprendo il valore musicale dello scratch, evidenziato nel brano Lo capisci o no. Le atmosfere si alternano tra quelle vagamente gangsta di Rapper italiano (in cui Bassi esprime tutto il suo risentimento per lo stato di anonimato in cui versa l'hip hop in Italia e l'incomprensione che lo circonda), all'ironia pungente di The shit dropper fino al crunck ante litteram di Per i miei gorilla.

### 2002-2003: Background, Classe '73
Il 2002 saluta l'uscita del quinto album solista, BackGround, da molti considerato il suo miglior album, tra le tracce: S.I.C.(Succhiatemi il C****), 1-2-3, Passo e Chiudo, La terra Trema e Everyday. Sempre nel 2002 Bassi pubblica la sua prima raccolta, Classic Gems Vol. 1. In questo disco raccoglie alcuni brani dei suoi due album, Foto di gruppo e Classico. Nella raccolta è presente l'inedito La gente del rap oltre alla versione inedita di Dramma (già presente in Classico), e ad altri remix.
Dal 2002 in poi si occupa anche di pre e post produzione, e produzioni musicali pop e house, lavorando ai dischi di Syria, Tricarico e Alexia, per i quali realizza vari remix.
Il successivo lavoro, Classe '73, esce nel 2003: è il disco della maturità, nel quale le metriche e le liriche di Bassi raggiungono il loro pieno potenziale; il disco è arricchito dalle produzioni di artisti quali Mace, DJ Shocca, DJ Zeta e altri.
Sempre nel 2003 Bassi Maestro partecipa al festival di Sanremo accompagnando Syria nella canzone L'amore è, scritta da Jovanotti.
A un anno di distanza da Classe '73 segue l'album Seven: The Street Prequel, sorretto da un'attitudine street sobria e convincente al tempo stesso. Sembra una sperimentazione di uno stile italiano di East Coast rap, tentativo bene esemplificato da Rezpekt. In questa direzione vanno letti anche i featuring contenuti nell'album, di Mondo Marcio e Jack the Smoker.

### 2004-2006:L'ultimo testimone,Hate
Nel 2004 viene dato alle stampe L'ultimo testimone. Con la sua crew, la Sano Business, pubblica la loro terza produzione, Esuberanza, in cui collabora con Rido MC. Nello stesso anno fa da beatmaker per il primo album di Mondo Marcio. In seguito lavora per le etichette discografiche Virgin e Warner ai primi progetti ufﬁciali di rap italiano (Amir, Inoki) in veste di produttore e fonico.
Nel novembre del 2005 esce il suo ottavo album da solista Hate, caratterizzato dalla riscoperta delle radici americane del genere, da sonorità più scarne e old school e dal ricordo dei propri esordi di artista. Quella che dall'album si ricava è l'immagine di un Bassi completamente immerso nella sua musica. Interamente prodotto da Bassi, Hate è anche il suo unico album che non presenta featuring con alcun artista.
Dal 2006 produce anche tutti gli album dell'artista raggamuffin Babaman.
In questi anni inoltre, Bassi ha costantemente mantenuto la sua professione di DJ, lavorando come resident in alcuni dei locali più noti di Milano (Rolling Stone, Casablanca, Hollywood, Atlantique, De Sade, Divina etc) e di tutta la penisola.

### 2006-2007:V.E.L.M. (Vivi e lascia morire),Sushi EP, collaborazioni
Il 9 novembre 2006 esce l'album V.E.L.M. (Vivi e lascia morire), la cui traccia omonima è chiaramente ispirata, anche nel tema ricorrente, all'omonimo film della serie di James Bond. In esso sono presenti numerose collaborazioni, tra cui Jack the Smoker, OneMic, G-Max dei Flaminio Maphia e Don Joe dei Club Dogo.
Nel novembre 2007 esce Sushi Ep, contenente 6 tracce prodotte e interpretate da Bassi.
Sempre nel 2007 collabora con il duo hip-house dei Crookers, nel brano Limonare e nel brano No dubbio brò inserito in Crookers Mixtape.

### 2008-2009: Nuovi progetti e collaborazioni
Nel 2008 nasce una nuova collaborazione con DJ Spiller, che remixa il brano Teen Drive In (in collaborazione con gli Useless Wooden Toys).
Il 3 dicembre 2008, con il nome da alter ego "Mr. Cocky", intraprende una breve parentesi Electro funk-Hip house con il singolo Old school, e altri brani; Mr. Cocky è un progetto dalle molte sfaccettature, dal rap ai DJ Set alla produzione in studio. L'idea è quella di riportare in scena il suono degli ultimi anni ottanta, la musica elettronica di Chicago e Detroit, il meglio dei classici Hip house.
Sempre nel 2008 Bassi collabora con i rapper Lord Bean e Supa al progetto Dublinerz, che pubblica il primo album, Low Cost Raiders, il 20 settembre 2008. Il disco è il risultato di numerosi viaggi per l'Europa del trio, e si caratterizza per un allontanamento dagli stereotipi classici dell'hip hop, soprattutto statunitense.
Ancora nel 2008 esce per Latlantide-Vibrarecords l'album di strumentali Italian Hip Hop Instrumentals Vol. 1.
A cavallo tra il 2008 e il 2009 conduce ogni lunedì pomeriggio, in diretta per il canale Hip Hop TV, il programma Open mic, durante il quale commenta le novità del panorama musicale Hip Hop.
Nell'ottobre 2009 esce l'album La lettera B, con il cantante reggae Babaman. L'album è formato da 14 tracce per un misto di rap e reggae.
Sempre nell'ottobre 2009 collabora con Matteo Pelli, conduttore televisivo della Svizzera italiana che ha già collaborato con Maxi B nel brano Fuori controllo, scrivendo il brano 900 metri, tratto dal romanzo omonimo scritto da Pelli. Il CD è acquistabile solamente con il libro.
A fine 2009 firma la versione ufﬁciale italiana del singolo LaLa Song di Bob Sinclar e realizza la sigla del programma Deejay chiama estate condotto da Linus e Nicola Savino per le stagioni 2009 e 2010.

### 2010-2011:Vivo e vero EP, e altre collaborazioni
Nel maggio del 2010 esce l'EP Vivo e vero EP, al quale partecipano Asher Kuno, Jack the Smoker, Emis Killa, il rapper statunitense A.G. dei DITC e il duo americano The Beatnuts.
Sempre nel 2010 collabora al brano Io no insieme ai Two Fingerz.
Negli ultimi due anni, Bassi concentra i suoi interessi sul panorama americano, estendendo i DJ Set e le produzioni oltreoceano: suona in alcuni dei più famosi locali underground di New York e Chicago, e produce per vari artisti come Coolio, Rakim, Busta Rhymes, Talib Kweli, M.O.P., Joell Ortiz, Jim Jones, Lloyd Banks, Chico DeBarge e altri.
Collabora anche con lo storico gruppo The Beatnuts del quale è attualmente dj ufficiale durante le numerose tournée internazionali: nel corso dell'estate 2011, il tour ha toccato gran parte delle principali città europee riscuotendo ampio successo. Negli ultimi 15 anni Bassi ha ufficialmente aperto i concerti di The Roots, Cypress Hill, De La Soul, M.O.P., Questlove, Nicki Minaj e altri importanti artisti internazionali.
Partecipa alla compilation Beatbox Selection Vol. 1, uscita il 21 maggio 2010, con il pezzo Io No in collaborazione con i Two Fingerz.
Il 30 novembre 2010 esce il nuovo lavoro del rapper insieme a DJ Shocca, dal nome Musica che non si tocca anticipato dal singolo "Wake Up!" di cui è stato anche girato il video ufficiale.
Il 28 marzo 2011 esce il video di "L'amore dov'è?" feat. Ghemon, ambientato a Palermo per la regia di Frank Siciliano.
Collabora con il rapper milanese Jack the Smoker nel brano "Otis Freestyle", contenuto nel mixtape "Game Over Mixtape Vol.1" uscito il 23 settembre 2011.
Il 1º ottobre 2011 esce sulla pagina di Soundcloud della Press Rewind Studios la traccia Niggas in Paris Freestyle, dove annuncia un suo nuovo lavoro previsto per dicembre 2011.
Giovedì 13 ottobre 2011, in occasione dell'Hip Hop TV B-DAY (organizzato all'Alcatraz di Milano dall'omonimo canale visibile sulla piattaforma Sky) annuncia che pubblicherà due lavori: per il primo (Tutti a casa) è prevista l'uscita in free-download nel dicembre 2011; il secondo invece uscirà nel febbraio 2012 (Stanno tutti bene).

### 2011: Tutti a casa
Il 24 ottobre 2011 su SoundCloud esce Crazy, il primo singolo tratto dall'album Tutti a casa, il cui video viene pubblicato l'11 dicembre. L'album sarà in vendita in edizione limitata, disponibile su tutti i digital store e scaricabile gratuitamente dal sito ufficiale del rapper. L'album vanta contiene varie collaborazioni (tra cui Ghemon, Mondo Marcio, Baby K, Ensi, DJ Shocca e molti altri). Il 5 dicembre 2011 sono rese note la cover e la tracklist; l'album esce il 20 dicembre 2011. Oltre all'acquisto digitale, il disco è anche acquistabile in copia fisica in edizione limitata con una t-shirt esclusiva.
Il 31 ottobre 2011 esce il video ufficiale di Il suono originale tratto dall'album Musica che non si tocca.
Il 24 dicembre, esce sul sito ufficiale di Bassi il video ufficiale di Cosa resterà aka Il tempo che è trascorso, tratto dal suo secondo album Foto di gruppo del 1998.
Il 31 dicembre esce in free-download su SoundCloud il mixtape F.U.C.K. 2011 che raccoglie alcuni pezzi hip hop usciti nel 2011, mixati da Bassi Maestro direttamente dai live.
Alla fine del 2011 realizza fuori gara un remix intitolato "La cassa spinge" per pubblicizzare il LuckyBeard "Rapper Of The Year" contest 2011.
Dal 14 gennaio 2012 partecipa al programma A Diabolik piaceva l'insalata come DJ fisso nel programma.
Il 14 febbraio 2012 esce il suo quattordicesimo album ufficiale, Stanno tutti bene. Il rapper milanese lo ritiene una "ridefinizione" del suo suono. 
Bassi Maestro ha spiegato la scelta della data di uscita sul suo sito ufficiale, definendola una sfida personale al 62º Festival di Sanremo che crea un "fermo" delle uscite discografiche, durante il quale le etichetta discografiche preferiscono rimandare l'uscita dei propri lavori affinché non ne risentano le vendite. Viene pubblicato anche in vinile a tiratura limitata (circa 300 copie). Il disco vanta le collaborazioni di Gué Pequeno, membro dei Club Dogo, Ghemon (già presente nell'EP Musica che non si tocca), Salmo, L'Aura e Hernan Brando.
Collabora con il team Machete in Machete Mixtape, in King's Supreme e producendo la traccia Machete State of Mind.
Il 16 febbraio esce il video ufficiale di Pluristellato realizzato, animato e diretto da Frank Siciliano, con l'editing grafico affidato a Mecna.
Il 23 aprile 2012 esce il video di Hai sbagliato artista per la regia di Alberto Salvucci.
Collabora oltremanica con Reka The Saint, MC del Queens e affiliato Screwball, producendo due tracce (Grip e Livestock) tratte dell'album Apex Predator uscito ad aprile 2012 e rappando in Goin' Away.
Appare in un breve messaggio finale nell'album di Max Pezzali Hanno ucciso l'Uomo Ragno 2012, alla fine della traccia 6/1/sfigato (feat Two Fingerz).
Collabora con Zampa, Capstan e Non Dire Chaz, nel pezzo I giorni del condor, tratto dall'omonimo album uscito a fine maggio.
Collabora con Babaman nel pezzo La gatta (Remix), contenuto nell'album La nuova era pubblicato il 18 giugno 2012.
Nel corso dello stesso anno collabora con vari artisti come DJ Fabio B, Patto MC, Sha One, Sharky Mc ed Emis Killa, e produce un brano per l'album d'esordio di Rocco Hunt ed un altro del duo statunitense M.O.P..

### 2012-2013:Per la mia gente - For My People,Guarda in cielo,Vieni a prenderci
Il 29 ottobre 2012 esce Per la mia gente - For My People in collaborazione con Ghemon e interamente prodotto dal beatmaker canadese Marco Polo. L'EP è disponibile in download digitale su iTunes e in formato fisico in tutti i negozi di dischi (con le strumentali delle canzoni) distribuito da Audioglobe.
Il 31 dicembre 2012 esce in free-download su SoundCloud il mixtape F.U.C.K. 2012 che raccoglie alcuni pezzi hip hop usciti nel 2012, mixati da Bassi Maestro direttamente dai concerti.
Il 1º maggio 2013 esce One More Chance, singolo apripista dell'album Guarda in cielo uscito in seguito il 10 giugno. Il singolo vanta la partecipazione di Nitro della Machete Crew. 
L'album è disponibile in free-download e acquistabile in copia fisica limitata sul suo sito ufficiale. Il lavoro vanta le collaborazioni di DJ Shocca, Jack the Smoker, Gemitaiz, Mondo Marcio, Lord Bean, Emis Killa, Mad Man, Meddaman, Nitro, Anagogia.
A partire da mercoledì 4 settembre, tutte le settimane conduce dalle 21 alle 22 "MICROPHONE CHECK" un programma di musica hip hop su Radio 3i, network ticinese che è ascoltabile in streaming dal loro sito.
Il 12 novembre esce un nuovo EP in collaborazione con Mondo Marcio, intitolato Vieni a prenderci. Il disco è acquistabile in formato digitale e in copia fisica a edizione limitata (500 copie) presso gli instore e durante i live.
Come consueto a fine anno, esce in in free-download su SoundCloud il mixtape F.U.C.K. 2013 un mix dei migliori brani usciti nel 2013, realizzato direttamente dai concerti, con Bassi Maestro alla console.

### 2014-2015:I Mixtapes
Il 15 febbraio, a 15 anni dalla scomparsa del rapper statunitense Big L, pubblica un mixtape-tributo, ascoltabile e scaricabile gratuitamente su SoundCloud.
Nell'aprile esce un nuovo mixtape intitolato Musica Classica - Timeless Gems, inciso in cassetta e contenente pezzi di hip hop old school e classici entrati nella storia, per la durata di 90 minuti. Per il concept grafico Bassi ha scelto tra le proposte che i fans gli hanno inviato via mail. Il tape è in vendita in 100 copie numerate e duplicate a mano sul sito di Bassi Maestro dal 3 aprile 2014.
Nel dicembre 2014, annuncia il nuovo progetto Down With Bassi, un web-concept, ovvero una piattaforma su cui pubblicherà i mixtapes, il djing e il beatmaking, i tutorial di mixaggio e produzione in studio, le persone e i personaggi che oltre a fare rap hanno anche qualcosa da dire e da raccontare, e podcast audio e video, con appuntamento mensile assistito dal produttore Bosca.
Inoltre, settimanalmente, "Tonight's the night" sarà l'appuntamento in streaming dove Bassi suonerà in diretta alla console, oltre a ospitare personaggi importanti della scena.
Il 31 dicembre 2014, come avviene da diversi anni, esce in freedownload il nuovo mixtape "F.U.C.K. 2014", con il meglio dell'hip hop underground selezionato e mixato da Bassi Maestro. Il 3 marzo 2015 pubblica per il download gratuito la raccolta Goldstalgia Vol. 1, contenente brani rap incisi negli anni novanta, tra cui brani di La Pina e Frankie hi-nrg mc. Il 19 aprile dello stesso anno esce sempre gratuitamente Guru Tribute Mixtape, un minimix live di Bassi Maestro di alcune canzoni del rapper Guru, a 5 anni dalla sua scomparsa. Il 12 maggio esce in freedownload per l'estate il mixtape Spring It On, una raccolta di canzoni classiche degli anni ottanta.
Il 1º luglio seguente pubblica il singolo Rock On, prodotto dai Loop Therapy, disponibile solamente in 150 copie in vinile 7" che inaugura il progetto Com Era, etichetta indipendente fondata appunto dal rapper che stamperà su questo supporto classici di successo e altri inediti.

### 2017: Mia Maestà
Il 31 marzo Bassi Maestro pubblica l'album Mia maestà anticipato dal singolo Metà Rapper Metà Uomo pubblicato su YouTube il 21 dello stesso mese. Il disco è uscito prima in digitale sulle varie piattaforme streaming e successivamente in copia fisica CD e triplo vinile. Inoltre il 13 dicembre ha distribuito il singolo Pokoflow.
Il 24 novembre dello stesso anno, Bassi Maestro pubblica un album in collaborazione con Supa dal titolo otergeS ottegorP, con ospiti Fabri Fibra e Rido MC.

### 2019: North of Loreto
Nel maggio 2019 pubblica North of Loreto, talvolta abbreviato in NoLo, un album dalle sonorità molto differenti rispetto ai suoi dischi precedenti. Si tratta infatti di un progetto che mischia musica elettronica, funk, soul e altri generi musicali legati alla cultura afroamericana, con forti richiami alla musica degli anni '80. Bassi Maestro ha motivato questo cambiamento con la necessità di rimettersi in gioco con generi musicali diversi che ha sempre amato, allontanandosi al tempo stesso dall'ambiente hip hop contemporaneo che lo ha stancato poiché giudicato ormai troppo legato all'apparenza e troppo poco alla musica in sé.
A fine anno, Bassi pubblica le due compilation Street Collection Vol. 1 e Vol. 2, contenenti brani classici rimasterizzati e brani inediti con ospiti Fabri Fibra, Mondo Marcio, Jack the Smoker, Babaman, Vacca e Don Joe.
Nel 2021 ha prodotto come North of Loreto la tredicesima traccia, Fast Life, del mixtape Fastlife 4 di Gué e DJ Harsh. Si tratta della prima produzione usata come beat per un rapper dalla sua dipartita dal mondo hip hop.

### 2023: Madreperla e collaborazione con Radio Deejay
Il 13 gennaio produce l'album Madreperla di Gué, tranne che per la decima traccia, dove lavora in collaborazione con Shablo. 
Da Dicembre 2023 collabora con Radio Deejay nella conduzione del programma "State Of The Nation" con Nicola Savino.

## Discografia
Da solista
- 1996 – Contro gli estimatori
- 1998 – Foto di gruppo
- 2000 – Classico
- 2001 – Rapper italiano
- 2002 – Background
- 2003 – Classe '73
- 2004 – L'ultimo testimone
- 2004 – Seven: The Street Prequel
- 2005 – Hate
- 2006 – V.E.L.M. (Vivi e lascia morire)
- 2009 – La lettera B (con Babaman)
- 2011 – Tutti a casa
- 2012 – Stanno tutti bene
- 2013 – Guarda in cielo
- 2017 – Mia maestà
- 2017 – otergeS ottegorP (con Supa)

Come North of Loreto
- 2019 – North of Loreto
- 2020 – M

Con i Sano Business
- 1997 – The Micragnous EP

- 1998 – Underground Troopers
- 2004 – Esuberanza
- 2007 – Crossover

Con i Dublinerz
- 2008 – Low Cost Raiders

Demo
- 1992 – Furia Solista
- 1993 – Bastian Contrario